# Йосиф (Оранський)
Йосиф IV Оранський (д/н — 8 жовтня 1751) — церковний діяч часів Речі Посполитої та Гетьманщини. Належав до пинського боярсько-шляхетського роду Войнів.

## Життєпис
Походив з білоруського шляхетського роду Войно-Оранських власного гербу (варіант гербу Костеша). Про батьків нічого невідомо. Поступив до Києво-Могилянської академії, яку закінчив в 1729 році. У 1730—1731 роках викладав в ній риторику. 1731 року прийняв чернечий постриг. У 1731—1733 роках викладав у Московській слов'яно-греко-латинській академії.
У 1733 році був обраний слуцьким духовенством і Слуцьким Преображенським братством на посаду архімандрита Слуцького Свято-Троїцького монастиря. Слуцька архімандрія тоді представляла збори кількох монастирів, на чолі яких стояв архімандрит. У віданні архімандрита знаходилося також біле духівництво парафіяльних церков міста Слуцька і Слуцького князівства. Слуцький архімандрит йменувався намісником православної Київської митрополії.
У 1744—1748 роках Йосиф Оранський представляв православне духівництво в комісії, створеній королем Августом II, щодо розгляду скарг на утиски православних в Великому князівстві Литовському. При цьому щільно контактував з російським посольством у Варшаві.
15 березня 1748 року Оранського було призначено російською імператрицею Єлизаветою I архімандритом Києво-Печерської лаври (без обрання ченцями останньої). На той час Йосиф вже був хворим. Особливо опікувався облаштуванням собору Успіння Пресвятої Богородиці, про що було зроблено пам'ятний напис на царських вратах храму.
Помер 1751 року. Новим настоятелем став Лука I.

## Служіння
Випускник Києво-Могилянської академії. Вчитель риторики Київської академії. Архимандрит слуцького Троїцького монастиря. Обраний Святійшим Синодом архимандритом Києво-печерським (1748—51). Присутній на виборах гетьманом Кирила Розумовського.